# Пондор
Пондор (словен. Pondor) је насељено место у општини Табор, Савињска регија, Словенија.

## Историја
До територијалне реорганизације у Словенији био је у саставу старе општине Жалец.

## Становништво
У попису становништва из 2011. године, Пондор је имао 155 становника.
| Број становника према пописима | Број становника према пописима | Број становника према пописима |
| ------------------------------ | ------------------------------ | ------------------------------ |
| 1991                           | 2002                           | 2011                           |
| 158                            | 157                            | 155                            |

Напомена: Године 2009. вршене су мање размене територија између насеља Пондор и Прекопа (Вранско).